# Selva de Pedra (1986)
Selva de Pedra é uma telenovela brasileira produzida e exibida pela TV Globo de 24 de fevereiro a 22 de agosto de 1986, em 155 capítulos. Substituiu Roque Santeiro e foi substituída por Roda de Fogo, sendo a 35ª "novela das oito" exibida pela emissora.
É um releitura da telenovela homônima criada e escrita por Janete Clair e exibida em 1972. Adaptada por Regina Braga e Eloy Araújo, teve direção de Walter Avancini, Dennis Carvalho (também diretor geral), Ricardo Waddington e José Carlos Pieri.
Conta com as atuações de Tony Ramos, Fernanda Torres, Christiane Torloni, Miguel Falabella, José Mayer, Walmor Chagas, Sebastião Vasconcelos e Yara Lins.

## Enredo
A trama tem início na fictícia cidade de Duas Barras, no interior fluminense. . Cristiano Vilhena, filho do pobre evangélico, Sebastião, envolve-se numa briga com o playboy Gastão Neves, que o provoca e acaba morto durante o ocorrido, vítima da própria faca. A briga é testemunhada pela artista plástica Simone Marques que, sabendo da inocência de Cristiano, o acoberta e acaba se envolvendo amorosamente com ele.
Decidido a mudar de vida, Cristiano foge para a cidade do Rio de Janeiro, e vai trabalhar para seu tio Aristides Vilhena, dono do estaleiro Celmu S.A.; já Simone, pensando em seu futuro como artista plástica, vai junto com ele. Chegando lá, os dois se casam e vão morar na Pensão Palácio, que é administrada pela divertida Fanny, uma ex-vedete. No local, conhecem o malandro Miro, sujeito de caráter duvidoso, que torna-se amigo de Cristiano, e tenta convencê-lo a se aproveitar da bondade de Aristides para subir na vida e alcançar um alto cargo no estaleiro. Manipulando-o para isso, o picareta se torna uma espécie de "consciência ruim" na vida de Cristiano.
No âmbito da nova realidade em que vive, Cristiano conhece a bela Fernanda, uma das acionistas do estaleiro e noiva de Caio, primo de Cristiano. A cada dia que passa, ele se vê mais envolvido por ela. Completamente dividido entre Simone e Fernanda, Cristiano sofre pressão de Miro, para terminar de vez seu relacionamento com Simone, nem que isso custe a própria vida da moça pois, para Miro, o casamento de Cristiano e Fernanda lhe proporcionaria a chance de se tornar um dos grandes acionistas do estaleiro.
Fernanda, então, deixa Caio para se casar com Cristiano. Enquanto isso, Miro planeja a morte de Simone, e ao persegui-la numa rodovia, Simone sofre um grave acidente e é dada como morta. Ao saber da notícia, Cristiano fica arrasado, e, com remorso, não consegue casar-se com Fernanda, abandonando-a no altar. Ela jura vingança a Cristiano e passa a atrapalhá-lo em todos os seus negócios, tornando-se cada vez mais louca e obcecada por ele.
Tempos depois, Simone, que sobrevivera ao acidente, retorna com um novo visual e usando o nome de sua falecida irmã, Rosana Reis. Em uma festa, Cristiano a reconhece, porém ela o despreza e o culpa pelo acidente que sofreu. Enquanto isso, Cristiano continua sendo acusado pela morte de Gastão Neves, e só Simone pode livrá-lo da culpa, testemunhando a seu favor nos tribunais. No entanto, Miro e Fernanda farão de tudo para prejudicar o casal.

## Elenco
| Interprete                | Personagem                            | Interpretado(a) na versão de 1972 por |
| ------------------------- | ------------------------------------- | ------------------------------------- |
| Tony Ramos                | Cristiano Vilhena                     | Francisco Cuoco                       |
| Fernanda Torres           | Simone Marques / Rosana Reis          | Regina Duarte                         |
| Christiane Torloni        | Fernanda Arruda Campos                | Dina Sfat                             |
| Miguel Falabella          | Argemiro Tavares (Miro)               | Carlos Vereza                         |
| José Mayer                | Caio Vilhena                          | Carlos Eduardo Dolabella              |
| Walmor Chagas             | Aristides Vilhena (Tide)              | Gilberto Martinho                     |
| Sebastião Vasconcelos     | Sebastião Vilhena (Sessé)             | Mário Lago                            |
| Yara Lins                 | Berenice Vilhena                      | Ana Ariel                             |
| Iara Jamra                | Diva Vilhena                          | Dorinha Duval                         |
| Otávio Augusto            | Jorge Moreno                          | Edney Giovenazzi                      |
| Maria Zilda               | Laura Vilhena                         | Arlete Salles                         |
| Nicette Bruno             | Fanny Samar                           | Heloísa Helena                        |
| Rogério Márcico           | Francisco Marques (Chico)             | Arnaldo Weiss                         |
| Stênio Garcia             | Mestre Pedro                          | Álvaro Aguiar                         |
| Reinaldo Gonzaga          | Marcelo                               | Emiliano Queiroz                      |
| Beth Goulart              | Cíntia Vilhena                        | Célia Coutinho                        |
| Juliana Carneiro da Cunha | Walkíria Medeiros de Albuquerque      | Neuza Amaral                          |
| Deborah Evelyn            | Flávia Moreno                         | Sônia Braga                           |
| André Di Mauro            | Guido Salermo Amadeu                  | João Paulo Adour                      |
| Marilena Ansaldi          | Vivian Arruda (Viví)                  | Lídia Mattos                          |
| Sura Berditchevsky        | Kátia                                 | Maria Cláudia                         |
| Márcia Rodrigues          | Madame Katsuki                        | Ida Gomes                             |
| Odilon Wagner             | Joseph Blain                          | Rogério Fróes como Roger Martin       |
| Ângela Figueiredo         | Beatriz                               | Hildegard Angel                       |
| Neuza Caribé              | Zélia Vilhena (Zelinha)               | Tessy Callado                         |
| André Valli               | Pipoca                                | Antônio Ganzarolli                    |
| Tássia Camargo            | Joana / Jane                          | Ângela Leal                           |
| Stepan Nercessian         | José Ambrósio (Zé)                    | Roberto Bonfim                        |
| Tânia Loureiro            | Olga                                  | Suzana Faini                          |
| Regina Macedo             | Dona Maria Amélia                     | Lícia Magna                           |
| Paulo Hesse               | Isaac                                 | José Steinberg                        |
| Sérgio Ropperto           | Abude                                 | Germano Filho                         |
| Aracy Cardoso             | Irene                                 | Agnes Fontoura                        |
| Lisa Vieira               | Clarice                               | Louise Macedo                         |
| Ênio Santos               | José Neves (Médico e pai de Gastão)   | —                                     |
| Joyce de Oliveira         | Sofia Neves                           | Jurema Penna                          |
| Henri Pagnoncelli         | Horácio Delgado                       | Francisco Milani como Hélio Sales     |
| Jacyra Silva              | Marlene                               | —                                     |
| Sebastião Lemos           | Pepe Maravilha                        | —                                     |
| Neuza Borges              | Creusa (cozinheira da Pensão Palácio) | —                                     |
| Paulo Pinheiro            | Vitório                               | Francisco Silva                       |
| Glória Cristal            | Terezinha                             | Léa Garcia                            |
| Lutero Luiz               | Padre Jaime                           | —                                     |
| Roney Villela             | Júnior                                | Buza Ferraz                           |
| Betty Goffman             | Monique                               | Denise Emmer                          |
| David Massena             | Tonico                                | Sérgio Fonta                          |
| Kakao Balbino             | Hélio Almeida                         | —                                     |
| Ana Sophia Sarah          | Fátima                                | Glória Pires                          |
| Igor Roberto Lage         | Luís Carlos Vilhena (Tico)            | Rogério Pitanga                       |

### Participações especiais
| Interprete        | Personagem                                                   | Interpretado(a) na versão de 1972 por |
| ----------------- | ------------------------------------------------------------ | ------------------------------------- |
| Roberto Bataglin  | César                                                        | Eliano de Souza como Sérgio           |
| Othon Bastos      | Delegado Orestes                                             | Tony Ferreira como Delegado Lima      |
| Vicente Barcellos | Dr. Felipe                                                   | Eliano Medeiros                       |
| Ana Maria Sagres  | Jandira                                                      | Miriam Teresa                         |
| Narjara Turetta   | Madalena Ribeiro (Lena)                                      | Tamara Taxman                         |
| Raul Gazolla      | Oswaldo (motorista de Bartô, casa com Laura no final)        | Kadu Moliterno                        |
| Maria Zenaide     | Aracy                                                        | —                                     |
| Isabela Reinert   | Lucia Rangel                                                 | Samantha Rainbow                      |
| Luca de Castro    | Antunes                                                      | —                                     |
| Adriano Reys      | Promotor no julgamento de Cristiano                          | —                                     |
| Anilza Leoni      | ex-vedete que participa do show de Fanny                     | —                                     |
| Almir Cabral      | homossexual que ajuda Cristiano e tenta seduzi-lo            | —                                     |
| Auricéia Araujo   | Eulália (tia de Simone, de Duas Barras)                      | —                                     |
| Jonas Bloch       | Werner                                                       | —                                     |
| Carlos Seidl      | Médico de Bartô                                              | —                                     |
| Diana Morel       | ex-vedete que participa do show de Fanny                     | —                                     |
| Fábio Pillar      | Mauro (Novo morador da Pensão Palácio que engana Fanny)      | —                                     |
| Hélio Guerra      | jardineiro na mansão de Cristiano                            | —                                     |
| Kazé Aguiar       | novo namorado de Walkíria                                    | —                                     |
| Paulo Pinheiro    | Vitório ( mordomo de Aristides)                              |                                       |
| Suzana Faini      | Dra. Ana Fróes (advogada de Cristiano)                       | —                                     |
| Íris Bruzzi       | ex-vedete que participa do show de Fanny                     | —                                     |
| Mário Polimeno    | Amadeu (motorista que socorre Simone)                        | —                                     |
| Luiz Magnelli     | Delegado Vieira (investiga o assassinato de César)           | —                                     |
| Nélia Paula       | ex-vedete que participa do show de Fanny                     | —                                     |
| Kleber Drable     | Bartolomeu Fagundes Madureira (um dos maridos de Laura)      | —                                     |
| Mauro Russo       | Porteiro da Mansão de Aristides                              | —                                     |
| Virgínia Lane     | ex-vedete que participa do show de Fanny                     | —                                     |
| Irma Alvarez      | ex-vedete que participa do show de Fanny                     | —                                     |
| Marcos Possidente | Nando (falsa testemunha na acusação de Cristiano)            | —                                     |
| Miguel Rosemberg  | Polidoro Montecarlo , Poli (um dos maridos de Laura)         | —                                     |
| Marcelo Ibrahim   | Gastão Neves                                                 | Jorge Caldas                          |
| Nicolino Cupello  | Gino Ponte (tenor, morador da Pensão Palácio)                | —                                     |
| Francisco Dantas  | Perez Maldonado (ex- empresário de Fanny)                    | —                                     |
| Francisco Nagen   | Maneco (taxista que persegue Simone juntamente com Miro)     | —                                     |
| Ivo Fernandes     | Comissário Ribeiro                                           | —                                     |
| Maria Alves       | Maria (vizinha de Simone)                                    | —                                     |
| Marcelo Galdino   | Carlos (preso injustamente pela morte de Gastão, suicida-se) | —                                     |
| Paulo Villaça     | juiz no julgamento de Cristiano, no caso de Gastão Neves     | —                                     |
| Paulo Leite       | gerente do hotel onde Miro trabalha                          | —                                     |
| Maria Zenaide     | Araci (empregada de Laura)                                   | —                                     |
| Ricardo Batista   | Comissário Torres                                            | —                                     |
| Silveirinha       | juiz de paz no casamente de Simone e Cristiano               | —                                     |
| Suzana Saldanha   | Assunta (mãe de Guido)                                       | —                                     |
| Yaçanã Martins    | enfermeira que cuida de Fernanda                             | —                                     |
| Zeni Pereira      | Feirante de quem Diva rouba verduras                         | —                                     |

## Produção
A história central foi inspirada do romance Uma Tragédia Americana, de Theodore Dreiser, e do filme Um Lugar ao Sol, de George Stevens. Wálter Avancini dirigiu os primeiros vinte capítulos. Nos seguintes, Daniel Filho o  substituiu, e posteriormente Dennis Carvalho assumiu a direção geral.
Em 1985, devido ao grande sucesso de Roque Santeiro, a Globo queria uma novela substituta que mantivesse a mesma audiência. Para substituir o fenômeno de Dias Gomes, a Globo cogitou produzir Barriga de Aluguel, com Lucélia Santos como protagonista. Logo após, Cambalacho também foi cogitada para ocupar o horário nobre, porém Silvio de Abreu recusou, alegando que o horário pós Jornal Nacional não era adequado pra contar uma história de humor. Por fim, decidiu-se pelo remake de Selva de Pedra, adaptada por Eloy Araújo e Regina Braga.
A princípio foi mantida a escolha de Lucélia Santos para protagonista da novela, porém ela foi realocada para Sinhá Moça. Fernanda Torres, que havia ganho um prêmio em Cannes por Eu Sei Que Vou Te Amar, de Arnaldo Jabor foi a escolhida para protagonizar a trama. Sônia Braga foi cogitada para interpretar a antagonista Fernanda, porém Christiane Torloni assumiu o papel, devido ao seu bom desempenho em A gata comeu.
Miguel Falabella foi convidado por Walter Avancini para interpretar Miro, com a missão de fazer um personagem completamente diferente do que foi feito por Carlos Vereza na primeira versão.
As gravações tem início na cidade serrana de Duas Barras, no interior do estado do Rio de Janeiro, no entanto o enredo desenvolve-se em uma cidade fictícia chamada Duas Barras, onde o personagem Cristiano mora com a família.
A Censura Federal proibiu algumas cenas e diálogos e recomendou moderação nas cenas de amor. Havia sequências que sugeriam um romance lésbico entre as personagens de Beth Goulart e Christiane Torloni (Cíntia Vilhena e Fernanda Arruda Campos), o que provocou reações negativas nos telespectadores, fazendo com que a emissora e os autores reformulassem as cenas. Para o disfarce da personagem Simone Marques na segunda fase da novela, Fernanda Torres teve o penteado mudado e usava lentes de contato azuis, o que era uma novidade na época.
Alguns personagens da primeira versão foram substituídos por outros nesta versão, como o Dr. Feliciano D'Avilla, personagem de Urbano Lóes, advogado de Cristiano na versão original, que passou a ser uma advogada, a Dr.ª Ana, personagem de Suzana Faini. Também foram trocados os nomes de alguns personagens entre uma versão e outra: em 1972, o namorado de Walkíria (Neuza Amaral) chamava-se Sérgio (Eliano de Souza); nesta versão, o personagem passou a se chamar César (Roberto Bataglin). Na primeira versão, Diva (Dorinha Duval) casou-se no final com Sales (Francisco Milani) que, na nova versão, chamava-se Horácio (Henri Pagnocelli). Suzana Faini, que interpretou Ana, a advogada de Cristiano, já havia participado da primeira versão como Olga, a secretária de Caio. O ator Francisco Dantas também voltou para fazer uma participação especial nesta versão, como Perez, ex-empresário de Fanny, na versão original de 1972. O ator interpretou Neves, pai do rapaz morto por Cristiano.
O ator Marcelo Ibrahim, que interpretou o playboy Gastão Neves no início da telenovela, morreu pouco antes do seu desfecho, em 3 de julho de 1986. Sua participação já estava concluída na data de sua morte.
A abertura foi uma das mais criativas já produzidas pela equipe do artista gráfico Hans Donner. Nela, vários prédios brotavam de um chão árido, como se fossem plantas - reproduzindo uma "selva" de pedra e concreto -, e refletiam personagens da trama em suas vidraças. No final, vistos de cima, formavam o rosto de Tony Ramos. Para tal, foram feitas maquetes dos prédios cobertas por espelhos, dando a impressão de modernos prédios envidraçados. A gravação foi feita em estúdio, e as paredes foram pintadas com nuvens, para compor o fundo. As maquetes, cobertas de argila, saíam da terra manipuladas pela equipe. Foi desenhado um esboço do rosto de Tony Ramos, sobre o qual foram colocados prédios de plástico de três tonalidades diferentes.

## Exibição
Foi reexibida na íntegra pelo Viva entre 22 de agosto de 2019 e 18 de fevereiro de 2020, substituindo Terra Nostra e sendo substituída por Brega & Chique, às 14h30 com reapresentação às 0h45. 
Foi reexibida pela segunda vez no Viva Fast, versão online e gratuita do canal por assinatura, de 15 de julho de 2024 a 14 de fevereiro de 2025, substituindo Baila Comigo. Foi também a última telenovela do Viva 80 Fast, já que no dia 16 de dezembro de 2024, foi iniciado o processo de fusão com o Viva 70 Fast, sendo concluído no dia 26 e a trama sendo mantida na grade do canal normalmente, agora assinando como Viva Fast.

### Outras mídias
Em 10 de outubro de 2022, foi disponibilizada na íntegra pelo Globoplay, como parte do Projeto Resgate.

## Trilha sonora
Nesta versão, o tema de abertura era uma versão instrumental do sucesso Rock and Roll Lullaby, feita especialmente para a novela.

### Nacional - LP 530.021 - K7 570.021
Capa: logotipo da novela
| Lado A |                                                                   |                                                            |                 |         |  |
| N.º    | Título                                                            | Compositor(es)                                             | Intérprete      | Duração |  |
| 1.     | "Perigo" (tema de Fernanda)                                       | Paulinho Lima / Nico Rezende                               | Zizi Possi      | 4:45    |  |
| 2.     | "Na Selva das Cidades" (tema de Cristiano)                        | Joe Euthanazia                                             | Joe Euthanazia  | 3:42    |  |
| 3.     | "Demais (Yes It Is)" (tema de Simone e de abertura do capítulo 1) | Zé Rodrigues & Miguel Paiva / John Lennon & Paul McCartney | Verônica Sabino | 3:41    |  |
| 4.     | "Mate-Me Depressa" (tema de Laura)                                | Marina Lima                                                | Marina Lima     | 3:02    |  |
| 5.     | "Sede Dos Marujos" (tema de Joseph e Beatriz)                     | Ivan Lins / Vitor Martins                                  | Ivan Lins       | 3:39    |  |
| 6.     | "Tudo Em Você" (tema de Diva)                                     | Beto Guedes / Ronaldo Bastos                               | Beto Guedes     | 2:51    |  |

| Lado B |                                                                                  |                            |                       |         |  |
| N.º    | Título                                                                           | Compositor(es)             | Intérprete            | Duração |  |
| 7.     | "Tudo Bem" (tema de Cíntia)                                                      | Lulu Santos / Nelson Motta | Lulu Santos           | 3:16    |  |
| 8.     | "Náufragos Do Amor" (tema de Caio)                                               | Cecelo / Nelson Motta      | Banda Cheque Especial | 3:39    |  |
| 9.     | "Malandro Agulha" (tema de Miro)                                                 | Evandro Mesquita           | Blitz                 | 3:25    |  |
| 10.    | "Mamão com Mel" (tema de Jorge)                                                  | Gonzaguinha                | Gonzaguinha           | 3:44    |  |
| 11.    | "A Garota do Teatro Rebolado" (tema de Fanny)                                    | Zé Rodrix                  | Zé Rodrix             | 3:15    |  |
| 13.    | "Rock And Roll Lullaby (Instrumental)" (tema de abertura a partir do capítulo 2) | Barry Mann / Cynthia Weil  | Freesounds            | 2:29    |  |

### Internacional - LP 530.030 - K7 570.030
Capa: Tony Ramos
| Lado A |                                                                                |                                                        |                |         |  |
| N.º    | Título                                                                         | Compositor(es)                                         | Intérprete     | Duração |  |
| 1.     | "(I'll Never Be) Maria Magdalena" (tema de locação: boate e editorial de moda) | H. Kemmler / M. Löhr / M. Cretu / Richard Palmer-James | Sandra         | 5:55    |  |
| 2.     | "Broken Wings" (tema de Caio e Fernanda)                                       | J. Lang / R. Page / S. George                          | Mr. Mister     | 3:20    |  |
| 3.     | "On the Run" (tema de Miro)                                                    | Billy Ocean                                            | Billy Ocean    | 3:03    |  |
| 4.     | "The Sweetest Taboo" (tema geral)                                              | Martin Ditcham / Sade Adu                              | Sade           | 3:30    |  |
| 5.     | "Yes" (tema de Cristiano e Simone)                                             | Tim Moore                                              | Tim Moore      | 3:21    |  |
| 6.     | "West End Girls" (tema geral)                                                  | Neil Tennant / Chris Lowe                              | Pet Shop Boys  | 4:05    |  |
| 7.     | "Only Love" (tema geral)                                                       | Nana Mouskouri                                         | Nana Mouskouri | 3:02    |  |

| Lado B |                                                      |                                                 |                                                                 |         |  |
| N.º    | Título                                               | Compositor(es)                                  | Intérprete                                                      | Duração |  |
| 8.     | "In Between Days" (tema de locação: Duas Barras)     | Robert Smith                                    | The Cure                                                        | 2:57    |  |
| 9.     | "Nikita" (tema de Aristides e Laura)                 | Elton John / Bernie Taupin                      | Elton John                                                      | 5:42    |  |
| 10.    | "Duel" (tema geral)                                  | Claudia Brücken / Michael Mertens / Ralf Dorper | Propaganda                                                      | 4:44    |  |
| 11.    | "Diguidigit Up" (tema de Guido e Flavia)             | French Connection                               | French Connection (com partic. esp.) Claude Vallois e Judy Kael | 3:04    |  |
| 12.    | "When the Night Closes In" (tema geral)              | Tim Norell                                      | Secret Service                                                  | 2:40    |  |
| 13.    | "Taken In" (tema de Fernanda)                        | Mike Rutherford / Christopher Neil              | Mike & The Mechanics                                            | 3:00    |  |
| 14.    | "Rock and Roll Lullaby" (Tema de Cristiano e Simone) | Barry Mann / Cynthia Weil                       | B.J. Thomas                                                     | 3:08    |  |